# Ronco sopra Ascona
Ronco sopra Ascona is een gemeente en plaats in het Zwitserse kanton Ticino, en maakt deel uit van het district Locarno.
Op 31 december 2017 telde Ronco sopra Ascona 608 inwoners.

## Geboren
- Antonio Ciseri (1821-1891), schilder

## Bekende inwoners
- Erich Maria Remarque (1898-1970), schrijver. Hij is er tevens begraven.
- Paulette Goddard (1910-1990), actrice; laatste echtgenote van Remarque. Zij is er tevens begraven.